# Новотроєнка
Новотро́єнка (рос. Новотроенка) — село у складі Усть-Калманського району Алтайського краю, Росія. Входить до складу Новокалманської сільської ради.

## Населення
Населення — 53 особи (2010; 137 у 2002).
Національний склад (станом на 2002 рік):
- росіяни — 98 %